# Glossario di psicologia analitica
Il glossario di psicologia analitica è un glossario dei termini propri della psicologia analitica, ovvero quella corrente di pensiero nata dalla elaborazione di Carl Gustav Jung, e dalla scissione consumatasi nel 1912 tra quest'ultimo e il più vasto movimento psicoanalitico nato nel 1895 dal lavoro pionieristico di Sigmund Freud.
Molti dei concetti di questo orientamento sono inerenti e conseguenza di quella che per Jung è più che una ipotesi: quella di un inconscio collettivo inglobante in sé l'inconscio personale freudiano agente sulla coscienza e sull'Io del singolo individuo e influenzandone l'esperienza e il comportamento.

## A
- Anima e Animus: istanze superiori che governano rispettivamente la psiche maschile e quella femminile

- Archetipo: modello primordiale del pensiero che informa di sé particolari aspetti della realtà, i quali ne assurgono a simboli.

## C
- Centroversione: il concetto di centroversione in verità non fu mai utilizzato da Jung nell'ambito delle sue analisi sui "tipi psicologici" ma venne coniato da uno dei suoi più noti allievi: Erich Neumann.

- Complesso: agglomerato di contenuti psichici.

- Coniunctio: ricongiunzione nella coscienza dei contenuti dell'ombra, dapprima separati dal Sé perché proiettati all'esterno.

## E
- Estroversione: tipo psicologico, aperto al mondo esterno.

## I
- Incesto simbolico o compimento simbolico dell'incesto: la concezione del "compimento simbolico dell'incesto" attiene al modo peculiare rispetto a Freud di porre i termini del tabù universale dell'incesto e della relativa vicenda edipica. Mentre Freud la risolve con l'accettazione del divieto o "castrazione simbolica" che permette l'accesso alla socialità e alla cultura, Jung ritiene invece  costituisca vero superamento dell'Edipo soltanto il "compimento simbolico dell'incesto" poiché quest'ultimo non solo costituisce iniziazione alla socialità ma anche costituisce ed è foriero di innovazione del discorso.  Questa questione è altamente rilevante sia per la conduzione dell'analisi e della gestione delle dinamiche relazionali di transfert-controtransfert sia per una concezione generale del simbolo che si espande sulla concezione psicoanalitica della cultura e della storia oltre che del valore del fenomeno religioso. Il discorso sull'incesto e sull'edipo è anche rilevante perché critiche da parte di settori sociali più inclini a delle trasformazioni sociali anche di tipo radicale si sono levate contro la psicoanalisi accusata di "guarire" producendo conformismo sociale e in questo senso di operare nella collusione con il potere e con il sistema di gestione di dominio sociale.

- Inconscio collettivo: archetipi inconsci condivisi da interi gruppi o comunità.

- Individuazione: la psicologia analitica ha colto nello svolgersi di una  psicoanalisi, cioè nell'interazione relazionale tra analista e analizzato, un processo d'individuazione a cui entrambi partecipano ed è da questo processo che le categorie tradizionali psicopatologiche come per esempio nevrosi e psicosi prendono il loro vero senso come momenti di stasi o di interruzione di questo processo da considerarsi naturale e che lo psicoanalista ha il solo compito di rimettere in moto e di agevolare questo "riprendere il cammino" individuativo.

- Introversione: tipo psicologico, rivolto al proprio mondo interiore.

## O
- Ombra: il concetto di ombra è connesso a quello più ampio di male. L'ombra è riferita non solo ad aspetti personali meno differenziati e quindi meno evoluti della propria personalità ma ha anche riferimenti sovrapersonali come nell'ombra di un popolo, una cultura, una nazione ma anche di una religione. A questo proposito per esempio Jung nelle sue ultime elaborazioni riteneva che l'"Umbra trinitatis" era una sovrabbondanza di aspetti maschili presenti nella concezione trinitaria di Dio propria del Cristianesimo e una parimenti deficienza dell'aspetto femminile. Egli infatti riteneva che l'evoluzione della concezione di Dio propria del cristianesimo sarebbe dovuta necessariamente passare attraverso l'integrazione in questa Trinità di quegli aspetti femminili appartenenti anch'essi a Dio ma da esso rimossi, cioè non riconosciuti come facenti anch'essi parte di Dio ("Ricordi, sogni e riflessioni", 1961 di Carl Gustav Jung).

## P
- Proiezione (psicologia): proiezione di archetipi o contenuti inconsci su aspetti della realtà esteriore in forma di ombre.
- Psicologia analitica: è la particolare denominazione che Carl Gustav Jung scelse per indicare il nuovo orientamento che la psicoanalisi assume nella sua propria elaborazione e in quella degli psicoanalisti che lo seguirono nella svolta ch'egli impresse alla teoria psicoanalitica con la pubblicazione nel 1912 del libro "eretico": "La libido: simboli della trasformazione". Va detto tuttavia  che alcuni psicoanalisti suoi allievi come Ernst Bernhard, considerato padre della psicologia analitica italiana, amava definire il suo orientamento psicoanalitico con il termine di "psicologia del processo di individuazione", piuttosto che adottare la definizione dello stesso Jung di "Psicologia Analitica" proprio perché proprio a questo concetto di "individuazione" egli poneva un particolare accento sia nel suo modo di condurre l'analisi sia nell'alaborazione teorica.

## S
- Sé: il concetto di Sé o "Selbst" è utilizzato in psicologia analitica per indicare l'universale singolare, vale a dire una sorta di identità del singolo di tipo sovrapersonale. Tale identità può essere consapevole oppure semplicemente inconscia ma anche in questo caso essa agisce condizionando l'esperienza ed il comportamento del singolo individuo quale identità virtuale o potenziale. Il Sé che quale identità è sovraordinata all'identità dell'Io non va considerata tuttavia staticamente ma come una identità in divenire.

- Simbolo: aspetto o elemento tipico della realtà, attraverso cui si manifesta un archetipo.

- Sincronicità: il concetto di sincronicità scaturisce da un'ipotesi critica del concetto di causalità elaborato dalla collaborazione dello psicoanalista Carl Gustav Jung e il fisico quantistico e premio nobel Wolfgang Pauli. Il principio di causalità non era nuovo a critiche ma aveva già avuto precedentemente dei filosofi che avevano messo in luce la sua debolezza euristica basti pensare a David Hume e Friedrich Nietzsche.  La psicologia analitica considera la sincronicità come un principio più in grado di spiegare il vero movimento dell'essere che pertanto da questo punto di vista  si muove come un tutto unico in maniera sincronistica. Da questo punto di vista la causalità permane con un mero valore di semplice convenzione, una convenzione che funziona beninteso ma comunque sempre e solo una convenzione. Se l'accoglimento di questo nuovo principio ha invalso l'accusa di misticismo alla psicoanalisi di orientamento junghiano rispetto alla più "scientifica" psicoanalisi freudiana tuttavia ha indotto altre discipline a trovare dei fondamenti epistemologici più seri alle loro ricerche in materia soprattutto di religione e nei campi del paranormale e della parapsicologia nonché altri fenomeni storici di più difficile spiegazione come per esempio per quel che concerne i più moderni fenomeni etichettati nel loro complesso come concernenti l'ufologia.

## T
- Tipi psicologici: introversione ed estroversione